# Bob Robison
Bob Robison es un deportista estadounidense que compitió en piragüismo en la modalidad de eslalon. Ganó dos medallas en el Campeonato Mundial de Piragüismo en Eslalon de 1979, oro en la prueba de C1 por equipos y bronce en C1 individual.

## Palmarés internacional
| Campeonato Mundial | Campeonato Mundial | Campeonato Mundial | Campeonato Mundial |
| Año                | Lugar              | Medalla            | Competición        |
| ------------------ | ------------------ | ------------------ | ------------------ |
| 1979               | Jonquière (Canadá) | Medalla de oro     | C1 por equipos     |
| 1979               | Jonquière (Canadá) | Medalla de bronce  | C1 individual      |